# Ana Wills
Ana Wills est une actrice colombienne connue pour avoir participé au feuilleton Amor en custodia sur Canal RCN en 2009.

## Biographie
Après une carrière dans le monde de la publicité et une passion pour le chant, Ana Wills devient actrice un peu par hasard et opportunité. Elle débute par un rôle dans la série télévisée Amor en custodia.
Ana Wills a également ouvert deux restaurants en Colombie: un à Bogotá appelé El Bembe et un à Santa Marta appelé Marisol, dans lequel à également investi l'actrice Estefanía Godoy.

## Nominations

### PrixIndia Catalina
| Année | Catégorie                                     | Telenovela ou série |
| ----- | --------------------------------------------- | ------------------- |
| 2010  | Meilleur acteur/actrice révélation de l'année | Amor en custodia    |

### PrixTV y Novelas(Colombie)
| Année | Catégorie                           | Telenovela ou série |
| ----- | ----------------------------------- | ------------------- |
| 2010  | Meilleure révélation acteur/actrice | Amor en custodia    |